# Miss Mondo 1989
Miss Mondo 1989, la trentanovesima edizione di Miss Mondo, si è tenuta il 22 novembre 1989, presso l'Hong Kong Convention & Exhibition Centre di Hong Kong. Il concorso è stato presentato da Peter Marshall, Alexandra Bastedo e John Davidson. Aneta Beata Kręglicka, rappresentante della Polonia, è stata incoronata Miss Mondo 1989.

## Risultati

### Piazzamenti
| Risultato       | Concorrente |
| --------------- | --- |
| Miss Mondo 1989 | - Polonia - Aneta Beata Kręglicka |
| 2ª classificata | - Canada - Leanne Caputo |
| 3ª classificata | - Colombia - Mónica María Isaza Mejía |
| Finaliste       | - Stati Uniti - Jill Renee Scheffert - Thailandia - Prathumrat Woramali |
| Semifinaliste   | - Australia - Natalie Tania McCurry - Irlanda - Barbara Ann Curran - Isole Vergini Americane - Vania Thomas - Mauritius - Jeanne Françoise Nathalie Clement - Regno Unito - Suzanne Younger |

### Regine continentali
| Risultato | Concorrente                              |
| --------- | ---------------------------------------- |
| Africa    | - Mauritius - Jeanne-Françoise Clement   |
| Americhe  | - Canada - Leanne Caputo                 |
| Asia      | - Thailandia - Prathumrat Woramali       |
| Caraibi   | - Isole Vergini Americane - Vania Thomas |
| Europa    | - Polonia - Aneta Beata Kręglicka        |
| Oceania   | - Australia - Natalie Tania McCurry      |

### Riconoscimenti speciali
| Risultato        | Concorrente                         |
| ---------------- | ----------------------------------- |
| Miss Personality | - Belgio - Greet Ramaekers          |
| Most Photogenic  | - Unione Sovietica - Anna Gorbunova |

## Concorrenti
| Nazione                   | Concorrente                          | Provenienza                |
| Argentina                 | Patricia Weidenhofer                 | La Pampa                   |
| Aruba                     | Delailah Odor-Wever                  | Oranjestad                 |
| Australia                 | Natalie Tania McCurry                | Sydney                     |
| Austria                   | Marion Amann                         | Vienna                     |
| Bahamas                   | Carolyn Moree                        | Nassau                     |
| Belgio                    | Greet Ramaekers                      | Limburgo                   |
| Belize                    | Martha Badillo                       | San Pedro                  |
| Bermuda                   | Cherie Tannock                       | Warwick                    |
| Bolivia                   | María Victoria Julio                 | Tarija                     |
| Canada                    | Leanne Caputo                        | Milton                     |
| Cecoslovacchia            | Jana Hronkova                        | Košice                     |
| Cile                      | Claudia Celis Bahamondes             | Santiago                   |
| Cina Taipei               | Wang Min-Yei                         | Taipei                     |
| Cipro                     | Irma Voulgari                        | Larnaca                    |
| Colombia                  | Mónica María Isaza Mejía             | Medellin                   |
| Corea del Sud             | Kim Hye-ree                          | Seul                       |
| Costa Rica                | María Antonieta Sáenz Vargas         | San José                   |
| Curaçao                   | Supharmy Sadjie                      | Willemstad                 |
| Danimarca                 | Charlotte Pedersen                   | Holstebro                  |
| Ecuador                   | Ximena Paulett Correa Jarre          | Machala                    |
| El Salvador               | Ana Estela Aguilar                   | San Salvador               |
| Filippine                 | Estrella Singson Querubin            | Manila                     |
| Finlandia                 | Åsa Maria Lovdahl                    | Helsinki                   |
| Francia                   | Stephanie (Peggy) Zlotkowski         | Bordeaux                   |
| Germania                  | Jasmine Bell                         | Berlino                    |
| Ghana                     | Afua Amoah Bonsu                     | Accra                      |
| Giamaica                  | Natasha Lee Marcanik                 | Kingston                   |
| Giappone                  | Kaori Muto                           | Tokyo                      |
| Gibilterra                | Audrey Gingell                       | Gibilterra                 |
| Grecia                    | Katerina Petropoulou                 | Atene                      |
| Guam                      | Cora Taitano Yanger                  | Mangilao                   |
| Guatemala                 | Rocío Lerma de la Vega               | Città del Guatemala        |
| Guyana                    | Lyla Shalimar Ryhaan Majeed          | Georgetown                 |
| Honduras                  | Belinda Bodden Álvarez               | San Pedro Sula             |
| Hong Kong                 | Ewong Yung-Hung                      | Hong Kong                  |
| Irlanda                   | Barbara Ann Curran                   | Dublino                    |
| Islanda                   | Hugrun Linda Gudmundsdóttir          | Reykjavík                  |
| Isole Cayman              | Michelle Garcia                      | Grand Cayman               |
| Isole Vergini Americane   | Vanessa Thomas                       | St. Thomas                 |
| Israele                   | Ronit Siton                          | Gerusalemme                |
| Italia                    | Paola Mercurio                       | Napoli                     |
| Jugoslavia                | Aleksandra Dobras                    | Banja Luka                 |
| Kenya                     | Grace Chabari                        | Mombasa                    |
| Lettonia                  | Ina Magone                           | Liepāja                    |
| Lussemburgo               | Chris Scott                          | Lussemburgo                |
| Macao                     | Guilhermina Madeira da Silva Pedruco | Macao                      |
| Malaysia                  | Vivien Chen Shee-Yee                 | Kuching                    |
| Malta                     | Marika Micallef                      | Għargħur                   |
| Mauritius                 | Jeanne-Françoise Nathalie Clement    | Beau Bassin                |
| Messico                   | Nelia María Ochoa Arteaga            | Veracruz                   |
| Nigeria                   | Bianca Onoh                          | Enugu                      |
| Norvegia                  | Bente Charlotte Rosenkilde Brunland  | Oslo                       |
| Nuova Zelanda             | Helen Rowney                         | Auckland                   |
| Paesi Bassi               | Liesbeth Caspers                     | Noordwijk                  |
| Panama                    | Gloria Stella Quintana               | Panama                     |
| Papua Nuova Guinea        | Joycelin Leahy                       | Port Moresby               |
| Paraguay                  | Alicia María Jaime Villamayor        | Asunción                   |
| Perù                      | Maritza Zorrilla Priori              | Lima                       |
| Polonia                   | Aneta Beata Kręglicka                | Danzica                    |
| Porto Rico                | Tania Collazo                        | Orocovis                   |
| Portogallo                | Maria Angelica Mira Rosado           | Lisbona                    |
| Regno Unito               | Suzanne Younger                      | Caerphilly                 |
| Rep. Dominicana           | Irma Guillermina Mauriz Pimentel     | San Felipe de Puerto Plata |
| Saint Vincent e Grenadine | Anna Young                           | Kingstown                  |
| Singapore                 | Jacqueline Ang                       | Singapore                  |
| Spagna                    | Eva María Pedraza López              | Cordova                    |
| Sri Lanka                 | Serena Danvers                       | Colombo                    |
| Stati Uniti               | Jill Renee Scheffert                 | Oklahoma City              |
| Sudafrica                 | Emarencia (Emsie) Esterhuizen        | Windhoek                   |
| Svezia                    | Lena Berglind                        | Göteborg                   |
| Svizzera                  | Catherine Mesot                      | Wil                        |
| Thailandia                | Prathumrat Woramali                  | Bangkok                    |
| Trinidad e Tobago         | Samantha Bhagan                      | Goodwood Park              |
| Turchia                   | Burçu Burkut                         | Smirne                     |
| Uganda                    | Doreen Lamon-Opira                   | Kampala                    |
| Ungheria                  | Magdolna Gerloczy                    | Budapest                   |
| Unione Sovietica          | Anna Gorbunova                       | Mosca                      |
| Venezuela                 | Fabiola Chiara Candosín Marchetti    | Caracas                    |